# Xã Iona, Quận Lyman, South Dakota
Xã Iona (tiếng Anh: Iona Township) là một xã thuộc quận Lyman, tiểu bang Nam Dakota, Hoa Kỳ. Năm 2010, dân số của xã này là 81 người.